# Hanseatic Trade Center
Das Hanseatic Trade Center (HTC) in Hamburg ist ein von 1990 bis 2002 in der Speicherstadt errichteter Bürokomplex mit über 93.000 Quadratmetern Bürofläche. Er besteht aus einer Reihe von Gebäuden entlang des Kehrwiederfleets, einschließlich des Columbus Towers mit einer Höhe von 104 m. Das HTC ist der erste Neubau der Stadterneuerung der HafenCity.

## Lage
Das Hanseatic Trade Center befindet sich in der westlichen HafenCity im Bezirk Hamburg-Mitte. Der Komplex liegt an den Straßen Am Sandtorkai und Kehrwiederbrook.
Seit 2005 werden vier der fünf Gebäude nach berühmten Seefahrern, bzw. Entdeckern benannt:
- Vespucci-Haus
- Columbus-Haus
- Humboldt-Haus
- Amundsen-Haus
- Kehrwiederspitze

Der Bürokomplex wird durch den Binnenhafen, den Kehrwiederfleet und den Sandtorhafen begrenzt.
Das HTC ist nur wenige Minuten von der U-Bahn-Station Baumwall der Hamburger U-Bahn-Linie 3 entfernt. Zudem halten in näherer Umgebung die Buslinien 2 und 111 an der Haltestelle Am Kaiserkai (Elbphilharmonie).

## Struktur und Architektur
Der Komplex wurde in fünf Bauphasen errichtet.
Phase 0 (Fertigstellung 1992) wurde durch Dieter Heusch geführt, welcher den historischen Kaispeicher K zum Humboldt Haus neugestaltete.
Die Bauphase 1 (Fertigstellung 1993) macht das Vespucci Haus aus, welches einen siebenstöckigen Riegelbau mit Dachterrassen darstellt. Das in doppelbündiger Kammstruktur errichtete Gebäude wurde vom amerikanischen Architekturbüro KPF geplant.
Bauphase 2 (Fertigstellung 2002) betrifft das Columbus Haus, welches durch das Frankfurter Büro Nägele, Hofmann & Tiedemann gebaut wurde. Der sechsgeschossige Riegelbau besitzt insgesamt drei Eingangsbereiche und umfasst den bekannten Columbus Tower. Er ist mit einer Höhe von 77 Metern bis zum Dach das 13.-höchste Haus Hamburgs.
In der dritten Bauphase (Fertigstellung 1997) wurde das Bürogebäude an der Kehrwiederspitze mit einem 15-geschossigem Kopfbau ausgestattet. Verantwortlich war das Architekturbüro KPW.
In der vierten Bauphase (Fertigstellung 1997) wurde das Amundsen Haus, ein von Gerkan, Marg und Partner geplantes Bürogebäude, gebaut. Neben einem siebengeschossigen Riegelbau mit vier Glashallen besitzt das Gebäude eine Glaseingangshalle und Dachterrassen.
Das gesamte HTC ist bis zu einer Höhe von 8,5 m ü. NN flutschutzsicher und im ersten OG mit einem Brückensystem auf einer Höhe von ca. 9,75 m ü. NN miteinander verbunden. Diese Brücken reichen bis zum Baumwall und der Deichstraße.
Auf dem Dach des Columbus Tower befindet sich ein Fassadenaufzug des Typ M01 (GEDA) mit einer Hubhöhe von 85 m. Dieser ermöglicht eine Reinigung und Wartung der Glasfassade des Turms.

## Finanzierung
Nach monatelangen Vertragsverhandlungen wurde das HTC durch eine Investorengruppe, bestehend aus P&O und Citibank gebaut. Die Baukosten liegen bei etwa 400 Millionen Euro. Das Gebäude an der Kehrwiederspitze wurde 2004 für rund 100 Millionen Euro an Credit Suisse verkauft, die anderen vier Gebäude 2005 an einen Zusammenschluss von Lehman Brothers, der Quantum Immobilien AG und Tishman Spreyer für ca. 200 Millionen Euro.

## Nutzung
Das HTC ist ein Bürokomplex, Teile des Erdgeschosses des Columbus und Humboldt Hauses werden gastronomisch genutzt, an der Kehrwiederspitze ist ebenfalls ein Restaurant untergebracht.
Im Amundsen Haus hat die Körber-Stiftung ihren Hauptsitz, seit August 2022 ist hier ebenfalls das Amerikanische Generalkonsulat in Hamburg ansässig, nachdem es zuvor aus dem Gebäude am Alsterufer 27/28 gezogen war. Auch die Niederlassung für das ab Frühjahr 2024 im Überseequartier befindliche Lego Discovery Centre Hamburg befindet sich zurzeit im Amundsen Haus. Darüber hinaus befindet sich die Hamburger Niederlassung des Werbeanbieters Ströer in diesem Gebäude. Im Columbus Haus sitzt die Deutsche Niederlassung der Kreuzfahrt-Gesellschaft Costa Crociere, ebenfalls ist hier ein Sitz der Taylor Wessing Wirtschaftskanzlei.